# Reichsstraße 147
Die Reichsstraße 147 (R 147) war bis 1945 eine Staatsstraße des Deutschen Reichs, die in der damaligen preußischen Provinz Schlesien, aber überwiegend auf sudetendeutschem und auf 1939 annektiertem tschechischem Gebiet lag. Sie verlief, am linken Oderufer in Oppeln (jetzt Opole) an der Reichsstraße 118 (heute Droga krajowa 45) beginnend, auf der Trasse der heutigen DW 414 über Proskau (Prószków), Prudnik (Neustadt O.S.), von dort auf der Trasse der heutigen Droga krajowa 40 nach Ziegenhals (heute Głuchołazy) und von dort auf Trasse der heutigen tschechischen Silnice I/44 nach Jeseník (Freiwaldau, bis 1947 Frývaldov) und Šumperk (Mährisch-Schönberg). Von dort nahm sie auf der Trasse der heutigen Silnice I/11 ihre Fortsetzung über Červená Voda (Mährisch Rothwasser), wo die Reichsstraße 116 gekreuzt wurde,  Vamberk (Wamberg) im damaligen Protektorat Böhmen und Mähren nach Hradec Králové (Königgrätz), wo sie in die Reichsstraße 177 mündete.
Ihre Gesamtlänge betrug rund 246 Kilometer, davon rund 69 Kilometer auf Reichsgebiet bis 1937.